# Andrees Allgemeiner Handatlas

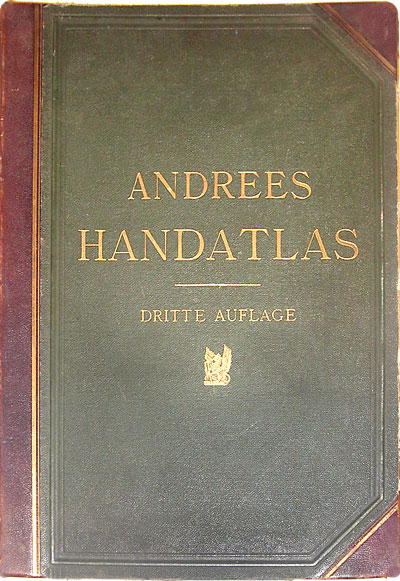
Derde editie van Andrees Allgemeiner Handatlas, 1896.

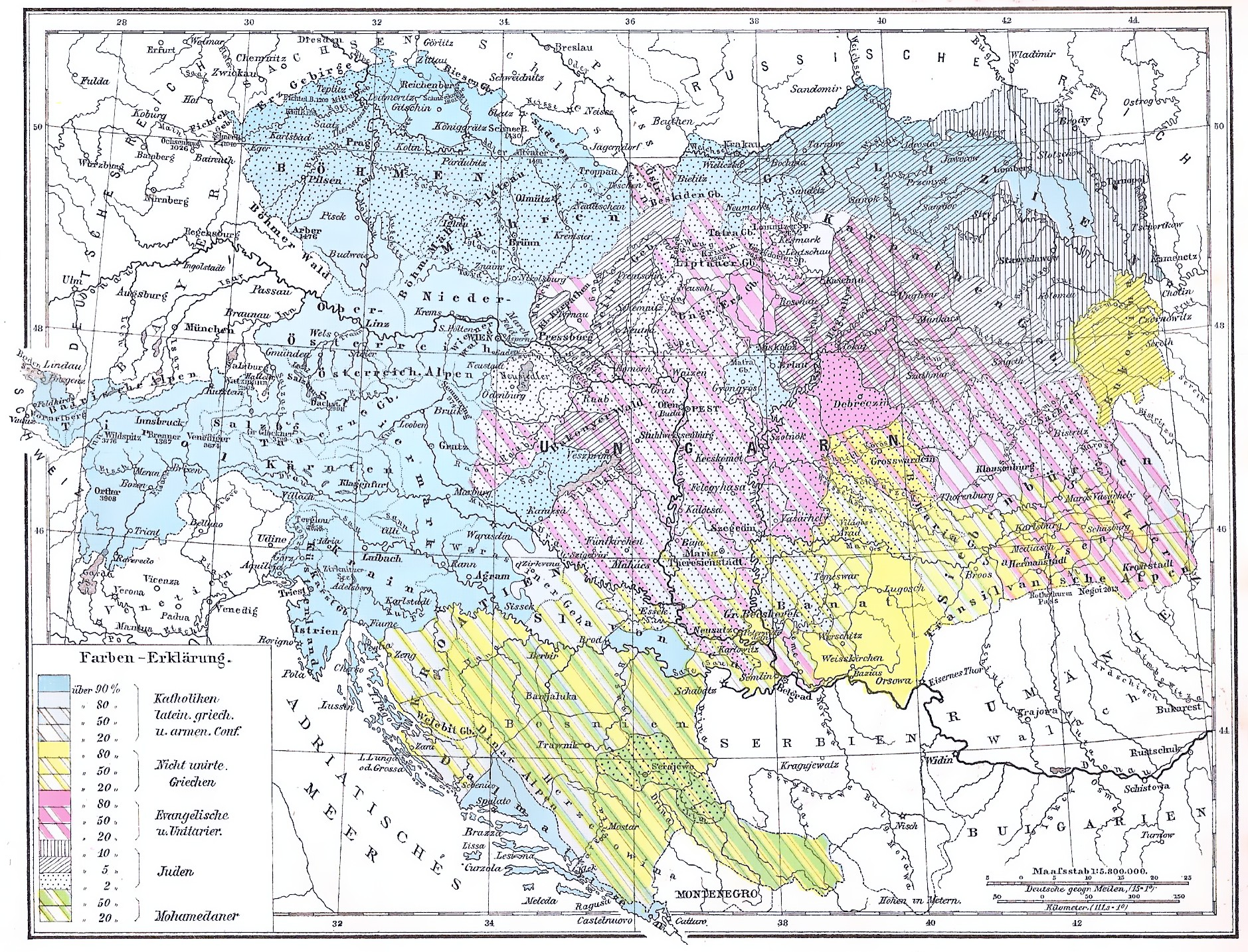
Oostenrijk-Hongarije 1881 in Andrees Allgemeiner Handatlas

Andrees Allgemeiner Handatlas (genoemd naar Richard Andree (1835-1912), die de 1ste druk verzorgde), was een grote, zeer gedetailleerde Duitse wereldatlas die werd uitgegeven door Velhagen & Klasing te Bielefeld en Leipzig.
Door het toepassen van lithografie en zinkdruk (dus hoogdruk) in plaats van koperdruk was de uitgever in staat de atlas aan te bieden voor een veel lagere prijs dan concurrerende werken, zoals de 7de en 8ste editie van de Stielers Handatlas. De editie uit 1937 van Andrees Handatlas werd in offset gedrukt.
De eerste editie van Andrees Handatlas verscheen in 1881. De 4de en 5de editie werden geredigeerd door Albert Scobel (1851-1912), de 6de t.e.m. 8ste editie door Ernst Ambrosius (1866-1940), en de laatste editie (1937) door Konrad Frenzel (1902-92). Cartografen waren G. Jungk († 1932), R. Köcher, E. Umbreit († 1904), A. Thomas († 1930), H. Mielisch († 1925) en K. Tänzler († 1944). De productie van een aantal kaarten werd uitbesteed aan geografische instituten als Peip, Wagner & Debes, Sternkopf en Sulzer.
| 1881                                                | -              | 86             | -                       | -         | -                                        |
| 1887                                                | 2de            | 120+2 p. krtn. | -                       | -         | 1889, 1890                               |
| 1887                                                | Supplement     | 33 p. krtn.    | -                       | -         |                                          |
| 1893                                                | 3de            | 91, 99, 99     | 86, 82, 82              | 175.000   | 1895, 1896                               |
| 1893                                                | Supplement     | 64 p. krtn.    | -                       | -         |                                          |
| 1899                                                | 4de            | 126            | 137, 138, 139, 139, 139 | > 200.000 | 1900, 1901, 1903, 1904                   |
| 1899                                                | Supplement     | 53 p. krtn.    | -                       | -         |                                          |
| 1906                                                | 5de1           | 139            | 161                     | -         | 1907, 1908, 1909, 1910, 1911, 1912, 1913 |
| 1914                                                | 6de2           | 221            | 192                     | -         | -                                        |
| 1921                                                | 7de2           | 222            | 192                     | -         | 1921                                     |
| 1922                                                | 8ste2          | 228            | 198, 198, 215, 211      | -         | 1924, 1924, 1928                         |
| 1922                                                | Supplement     | 62 p. krtn.    | -                       | -         | -                                        |
| 1930                                                | 8ste2          | 231            | 211                     | 300.000   | 5de herz. en vermeerderde herdruk        |
| 1937                                                | "Ausgewählte"3 | 112 p. krtn.   | -                       | 150.000   | -                                        |
| 1Jubileumuitgave 2Index in aparte band 3bloemlezing |                |                |                         |           |                                          |

## Edities voor andere landen
- Oostenrijks-Hongaarse edities werden gepubliceerd in Wenen in 1904, 1909, 1910, 1911, 1912 en 1913.
- Drie edities die als "Andree's Stora Handatlas" werden gepubliceerd in Zweden en verschenen in 1881, 96 pagina's kaarten, 1899, 130 hoofd- en 140 bijkaarten en in 1907 met 143 hoofd- en 163 bijkaarten, met extra kaarten van Scandinavië. De verso-tekst en de inleiding was in het Zweeds. In Denemarken, Noorwegen en Finland zijn eveneens edities van de "Andree" gepubliceerd.
- Andrees Handatlas verscheen ook in Engeland als "Cassell's Universal Atlas" (Londen, 1891-1893) en als de "Times Atlas" van 1895-1900.
- Voorts was er een Italiaanse editie van de 6de druk (1914) en verschenen er Franse uitgaven van de 1ste druk (1882, 1883, 1884) en van de 4de (1900).

Een bijpassend "Geographisches Handbuch" (aardrijkskundig handboek) voor Andrees Handatlas verscheen in 1882, 1894, 1895 (2de editie), 1898-1899 (3de), 1902 (4de) en 1909 (5de).